# Corynespora lanneicola
Corynespora lanneicola är en svampart som beskrevs av Deighton & M.B. Ellis 1957. Corynespora lanneicola ingår i släktet Corynespora och familjen Corynesporascaceae.   Inga underarter finns listade i Catalogue of Life.